# Ommata rectipennis
Ommata rectipennis là một loài bọ cánh cứng trong họ Cerambycidae.